# باب شرقي (فلم)
باب شرقي (18 فبراير، 2013 (مصر))، فيلم روائي، مستقل، درامي، مصري، وأول فيلم روائي طويل عن الثورة السورية.
إخراج: أحمد عاطف. المنتجان: أحمد عاطف، إيجيبت فيلم. مدير الإنتاج: محمد الليبي. المؤلفون: أحمد عاطف، أحمد ملص، محمد ملص. مدير التصوير: حسام حبيب. المونتاج: محمد الشامي. الموسيقى التصويرية: خالد داغر. بطولة: أحمد ملص، محمد ملص، لويز عبد الكريم، فرحان مطر، حسام ملص.
الفيلم هو الأول من ثلاثية أفلام عن الربيع العربي، أولها: عن الثورة السورية، والثاني: عن الثورة المصرية، والأخير: عن الثورة الليبية، للمخرج أحمد عاطف. كما عرض الفيلم في أكثر من 20 مهرجانًا سينمائيًا حول العالم، منها: مهرجانا كان السينمائي، وفسباكو الدولي السينمائي ببوركينا فاسو.

## وصلات خارجية
- مقالات تستعمل روابط فنية بلا صلة مع ويكي بيانات